# Gol Transportes Aéreos
Gol Linhas Aéreas Inteligentes S.A ("Gol Intelligent Airlines S.A." také známá jako VRG Linhas Aéreas S/A) je největší vntrostátní brazilská nízkonákladová letecká společnost a třetí největší brazilská letecká společnost. Sídlo má v Riu de Janeiru. Podle národní agentury civilního letectví brazílie, měla Gol mezi lednem a prosincem roku 2018 podíl 35,7% vnitrostátního a 9,6% mezinárodního leteckého trhu v Brazílii.

## Flotila

### Současná
K únoru 2019 se flotila Gol skládala z následujících letadel, průměrného stáří 10,7 let:
| Letadlo           | Počet | Objednávky | Cestující | Cestující | Cestující | Poznámky                                                                                     |
| Letadlo           | Počet | Objednávky | W         | Y         | Celkem    | Poznámky                                                                                     |
| ----------------- | ----- | ---------- | --------- | --------- | --------- | -------------------------------------------------------------------------------------------- |
| Boeing 737-700    | 15    | —          | 42        | 104       | 146       |                                                                                              |
| Boeing 737-800    | 78    | —          | 36        | 150       | 186       |                                                                                              |
| Boeing 737 MAX 8  | 45    | 65         | 12        | 174       | 186       | Objednávka se 100 opcemi a 100 nákupními právy. PR-XMR ve speciálním zbarvení udržitelnosti. |
| Boeing 737 MAX 8  | 45    | 65         | 42        | 144       | 186       | Objednávka se 100 opcemi a 100 nákupními právy. PR-XMR ve speciálním zbarvení udržitelnosti. |
| Boeing 737 MAX 10 | —     | 30         | ?         | ?         | ?         |                                                                                              |
| Celkem            | 138   | 95         |           |           |           |                                                                                              |

### Historická
| Letadlo          | Počet | Introdukce | Vyřazení | Poznámky                 |
| ---------------- | ----- | ---------- | -------- | ------------------------ |
| Boeing 737-300   | 24    | 2004       | 2011     |                          |
| Boeing 767-200ER | 1     | 2007       | 2011     |                          |
| Boeing 767-300ER | 2     | 2007       | 2011     | Prodány Delta Air Lines. |